# Gesundheitsglas
Gesundheitsgläser waren in der frühen Neuzeit spezielle Trinkpokale, die für Gesundheitswünsche auf Festlichkeiten genutzt wurden.
Adelung definierte die Stücke als „große Gläser, aus welchen man bey Schmausereyen gewisse feyerliche Gesundheiten zu trinken pfleget.“
Es war üblich, auf großen Festlichkeiten häufig oft vielfach hintereinander ein Vivat auf Anwesende und Abwesende auszubringen. Dieser Brauch wurde auch Gesundheiten genannt. Die dazu verwendeten Pokale bezeichnete man als Gesundheitsgläser. Teilweise war es üblich, dass die Pokale von Hand zu Hand weitergegeben wurden. Der Brauch des Trinkens verschiedener Personen aus einem Glas wurde bereits in den 1740er Jahren als ungesund kritisiert.
Die dazu verwendeten Gläser wiesen eine hohe spitze Kelchform auf. Sie hatten in der Regel einen Deckel, der Stürze genannt wurde. Die beauftragten Glashütten waren angewiesen, möglichst klares Glas herzustellen. Die Pokale wurden von Glasschneidern geschmückt. Es wurden Muster, Blumen, Figuren und anderer Zierrat, aber auch teilweise leicht anzügliche Sprüche eingeschnitten. Besonderer Wert wurde auf die Darstellung von Wappen gelegt.
Die Fürstenhöfe gaben Gesundheitsgläser in großer Zahl in Auftrag und man verfügte über beträchtliche Vorräte, da bei den Festen die Gläser häufig zu Bruch gingen.
Verschiedene Fürsten legten Sammlungen von Gesundheitsgläsern an. Die sächsischen Kurfürsten verfügten über eine Sammlung in der Hofkellerei in Dresden. Der Kölner Kurfürst Clemens August von Bayern hatte eine Sammlung im indianischen Haus im Park von Schloss Augustusburg.